# Rubén Quezada
Rubén Patricio Quezada Gaete (Coquimbo, 23 de septiembre de 1986) es un médico cirujano, académico y político chileno militante del Frente Amplio. Entre marzo de 2022 y octubre de 2023 se desempeñó como delegado presidencial regional de la región de Coquimbo del gobierno del presidente Gabriel Boric.
Como estudiante de Medicina de la Universidad Católica del Norte, fue parte de la Federación de Estudiantes la misma casa de estudios.

## Biografía
Oriundo de la región de Coquimbo y con residencia en La Serena. Egresó de la carrera de Medicina de la Universidad Católica del Norte. Es casado y padre de 2 hijas.

## Trayectoria profesional
Tras titularse ejerció como médico de atención primaria en el CESFAM San Juan de Coquimbo, donde fue jefe de Urgencias de este entre 2014 y 2017, año en que fue electo como presidente del Colegio Médico de la región de Coquimbo, cargo que mantuvo hasta su nombramiento como delegado presidencial en 2022.
Ha sido médico tutor y docente universitario en la Universidad Católica del Norte, fue además coordinador de internados rurales de la misma casa de estudios desde 2014 hasta 2022.
Diplomado en Salud Pública Internacional, Gerencia Social y Salud, Formulación de Proyectos de Investigación en APS, y Educación en Ciencias de la Salud.

## Carrera política
El 28 de febrero de 2022 fue designado por el presidente electo, Gabriel Boric, como delegado presidencial regional de Coquimbo, asumiendo la función el 11 de marzo del mismo año, con el inicio formal de la administración, transformándose en el tercer titular de la cartera desde su creación en 2021. A partir de julio de 2023 se integra al partido Convergencia Social. 